# Khannur, Navalgund
Khannur là một làng thuộc tehsil Navalgund, huyện Dharwad, bang Karnataka, Ấn Độ.